# 比尼
比尼（法語：Bunus）是法国比利牛斯-大西洋省的一个市镇，属于拜翁区（Bayonne）伊奥尔迪县（Iholdy）。该市镇总面积6.6平方公里，2009年时的人口为147人。

## 人口
比尼人口变化图示